# Chavarría Viejo
Chavarría Viejo är en ort i Mexiko.   Den ligger i kommunen Pueblo Nuevo och delstaten Durango, i den centrala delen av landet, 800 km nordväst om huvudstaden Mexico City. Chavarría Viejo ligger 1 912 meter över havet och antalet invånare är 132.
Terrängen runt Chavarría Viejo är varierad. Runt Chavarría Viejo är det mycket glesbefolkat, med 6 invånare per kvadratkilometer. Närmaste större samhälle är La Ciudad, 17,4 km nordväst om Chavarría Viejo. I omgivningarna runt Chavarría Viejo växer huvudsakligen savannskog.